# The Girl Is Mine
"The Girl is Mine" é um single de dueto de 1982 cantado por Michael Jackson e Paul McCartney. Composto por Michael Jackson e lançado como o primeiro single do álbum que mais vendeu mundialmente, Thriller (1982), a música fala sobre dois homens lutando entre si pelo amor de uma mulher, cada um dizendo que pode amá-la mais que o outro. Não obteve tanto sucesso quanto uma outra parceria de Michael com Paul, "Say Say Say", mas deve-se muito ao fato de "The Girl Is Mine" não ter videoclipe.

## Gravação e composição
A composição de "The Girl Is Mine" foi concluída por Jackson, enquanto assistia desenhos animados com Paul McCartney. O produtor Quincy Jones havia inicialmente dito a Jackson para escrever uma música sobre dois homens brigando por uma garota. Inspirado, Jackson acordou durante a noite e cantou a música em um gravador. Mais tarde, ele disse: "Cantei exatamente o que ouvi na minha cabeça, começando com a melodia, o teclado, as cordas e tudo mais. Então, apenas coloquei tudo em fita". Jones também pediu a Jackson para adicionar um verso de rap. A música foi gravada por Jackson e McCartney no Westlake Studios, Los Angeles, de 14 a 16 de abril de 1982. No ano anterior, a dupla gravou "Say Say Say" e "The Man" para o quinto álbum solo de McCartney, Pipes of Peace (1983).
Jackson disse que a gravação de "The Girl Is Mine" foi um de seus momentos mais agradáveis no estúdio. Ele explicou: "Uma das minhas músicas favoritas para gravar, de todas as minhas gravações como artista solo, é provavelmente "The Girl Is Mine", porque trabalhar com Paul McCartney foi muito emocionante e nós literalmente nos divertimos. Rindo, tocando, jogando coisas um no outro, e fazendo piadas. Na verdade, gravamos a faixa (instrumental) e os vocais praticamente ao vivo ao mesmo tempo, e temos imagens dela, mas nunca foi mostrado". Ele concluiu: "Talvez um dia possamos dar uma prévia dele". As imagens do par foram mostradas mais tarde na turnê mundial Paul McCartney. Muitos membros da banda Toto participaram da gravação desta música, incluindo David Paich (piano), Jeff Porcaro (bateria), Steve Lukather (guitarra) e Steve Porcaro (programação de sintetizadores).
A estrutura musical de "The Girl Is Mine" usa a "forma AABA", na qual o título da música serve como a principal fonte de repetição necessária. Quando usada ao máximo, essa estrutura, também conhecida como forma de trinta e duas barras, faz com que o título se repita no mesmo lugar, em pelo menos dois dos três versículos.  O livro da autora Sheila Davis, The Craft of Lyric Writing, observa que "a repetida linha de título descreve simultaneamente a estrutura do design e leva ao ponto principal da letra". "She's Out of My Life", também de Jackson, também usa essa estrutura musical, assim como "Body and Soul" e "Oh, Lady Be Good!". Os acordes musicais em "The Girl Is Mine" são vistos em várias músicas escritas por Jackson. "Blues Away ", de The Jacksons, e outras músicas ("Why Can't I Be" e "Thank You for Life") usou os acordes antes de "The Girl Is Mine".

## Lançamento e recepção
Apesar de gravar "Say Say Say" e "The Man" um ano antes, "The Girl Is Mine" foi a primeira música a ganhar um lançamento da dupla e o primeiro single do álbum Thriller ."The Girl Is Mine" foi lançado como single em 18 de outubro de 1982. A fotografia da capa do single foi tirada pela esposa de McCartney; Linda. Os ouvintes não ficaram impressionados com "The Girl Is Mine", e pensaram que o Thriller de Jackson também seria uma decepção. O público sentiu que Jackson e o produtor, Quincy Jones, haviam criado uma música para o público pop branco. Apesar de algumas preocupações do público, "The Girl Is Mine" alcançou sucesso nas paradas musicais., o single alcançou o número dois na Billboard Hot 100 e no Norwegian Singles Chart. A música posteriormente ganhou certificado de platina pela Recording Industry Association of America; para remessas de pelo menos um milhão de unidades.
Desde o seu lançamento, "The Girl Is Mine" recebeu críticas mistas de jornalistas e críticos de música. O jornalista Robert Christgau descreveu o emparelhamento de McCartney e Jackson como "a pior ideia de Michael desde 'Ben'. A revista Rolling Stones afirmou que a música era uma "balada MOR" chata "e que McCartney está manso". Stephen Erlewine, da AllMusic, observou que a música é um "doce amargo".
A música recebeu uma crítica favorável do biógrafo de Jackson, J. Randy Taraborrelli. O escritor afirmou que a música era "fofa", mas carecia de substância. Ele acrescentou que a pista tinha uma "calma no meio da estrada" e era a antítese do "Beat It".

## The Girl Is Mine 2008
The Girl Is Mine 2008 é a versão remixada da canção The Girl Is Mine com participação e produção do rapper americano Will.I.Am. Foi lançado na edição especial dos 25 anos do álbum Thriller. Foi o primeiro single lançado do Thriller 25 e fez bastante sucesso comercial principalmente na Europa. Muitos criticaram a exclusão de Paul nesse remix, mas ao que parece, a versão era um remix de uma demo que tinha somente Michael nos vocais, a demo inclusive foi lançada no single. Algumas rádios chegavam a anunciar a canção com a seguinte frase: "Fora Paul, vamos Will".

### Recepção
"The Girl Is Mine 2008" recebeu críticas principalmente desfavoráveis. O jornalista Christopher Rees afirmou que will.i.am "fez um trabalho fantástico ao assassinar uma música clássica". Rob Sheffield, da Rolling Stone ,escreveu que, na produção do will.i.am, foi um "fanfarrão estúpido" e o criticou por tentar esconder o "gancho pateta" - "o ponto principal da música. O jornalista de música Aidin Vaziri escreveu que o will.i.am "apaga completamente a faixa vocal de Paul McCartney do dueto original para dar espaço a si mesmo, lançando bobagens". Stephen Thomas Erlewine, da AllMusic, afirmou que will.i.am virou "The Girl Is Mine" em um "número de dança infeliz". Kelefa Sanneh, da Blender, escreveu que "will.i.am contribui com batidas (por quê?) E rimas (por que, oh, por quê?) Para 'The Girl Is Mine 2008'". Todd Gilchrist, da IGN ,afirmou que o remix de "The Girl Is Mine" de will.i.am foi uma ofensa. A ofensa foi tornada ainda mais "flagrante" pela inserção de sua própria "presença vocal atonal" no lugar da de McCartney.
PopMatters ,no entanto, elogiou Thriller 25 e o remix de "The Girl Is Mine". Eles escreveram: "Qualquer álbum bom o suficiente para fazer você perdoar (embora talvez não esqueça) uma música tão ruim quanto o dueto de Paul McCartney 'The Girl is Mine' tem que ser muito bom". Eles acrescentaram que will.i.am havia colocado um "toque alegre" na faixa e que a omissão da música de McCartney não sofreu por causa disso.

## Desempenho nas paradas

### Versão original
| Paradas (1982-1983)                            | Melhor posição |
| ---------------------------------------------- | -------------- |
| O campo songid é OBRIGATÓRIO PARA PARADA ALEMÃ | 53             |
| Bélgica (Ultratop 50 de Flandres)              | 8              |
| Estados Unidos (Billboard Hot 100)             | 2              |
| Estados Unidos (Billboard R&B/Hip-Hop Songs)   | 1              |
| Irlanda Irish Singles Chart                    | 4              |
| Noruega (VG-lista)                             | 2              |
| Nova Zelândia (Recorded Music NZ)              | 3              |
| Países Baixos (Single Top 100)                 | 16             |
| Reino Unido (UK Singles Chart)                 | 8              |

### The Girl Is Mine 2008
| Paradas (2008)                                 | Melhor posição |
| ---------------------------------------------- | -------------- |
| O campo songid é OBRIGATÓRIO PARA PARADA ALEMÃ | 21             |
| Áustria (Ö3 Austria Top 75)                    | 51             |
| Bélgica (Ultratop 50 de Flandres)              | 20             |
| Bélgica (Ultratop 50 da Valônia)               | 10             |
| Dinamarca (Hitlisten)                          | 31             |
| França (SNEP)                                  | 22             |
| Países Baixos (Single Top 100)                 | 12             |
| Suécia (Sverigetopplistan)                     | 41             |
| Reino Unido (UK Singles Chart)                 | 32             |